# Caudiès-de-Fenouillèdes
Caudiès-de-Fenouillèdes là một xã thuộc tỉnh Pyrénées-Orientales trong vùng Occitanie phía nam Pháp. Xã này nằm ở khu vực có độ cao trung bình 347 mét trên mực nước biển.